# Berwyn (Illinois)
Berwyn város az USA Illinois államában, Cook megyében. Lakosainak száma 57 250 fő (2020. április 1.).

## Népesség
A település népességének változása:
| Lakosok száma | 5841 | 56 657 | 57 250 |
|               | 1910 | 2010   | 2020   |